# Apus apus
Il rondone, anche rondone comune o rondone eurasiatico  (Apus apus Linnaeus, 1758) è un piccolo uccello migratore della famiglia degli apodidi.

## Descrizione
Il rondone è lungo 17–18 cm, ha un'apertura alare di 38–44 cm e non supera i 50 g di peso.
Le differenze morfologiche tra i maschi e le femmine sono minime. Ha il piumaggio completamente nero, tranne la gola che è biancastra.
Le ali sono falciformi e la coda leggermente biforcuta. Il becco è molto corto, con una grande apertura boccale.
Spesso questa specie di uccello viene confusa con le rondini, con cui tuttavia non è neanche lontanamente imparentata. La rondine, infatti, appartiene all’ordine dei passeriformi.
Il nome scientifico Apus, senza piede, ha favorito la credenza che tali uccelli abbiano piedi atrofizzati, che gli impedirebbero di riprendere il volo una volta toccato il suolo. In realtà il piede dei rondoni è tutt'altro che atrofizzato, ed è un esempio di efficace adattamento evolutivo: esso rappresenta una robusta tenaglia, in cui tutte e quattro le dita consistono solo della falange prossimale e dell'artiglio, senza falangi intermedie. Tale conformazione anatomica consente all'uccello di aggrapparsi saldamente a pareti verticali e sporgenze e costituisce anche un importante strumento di attacco e difesa.

## Biologia
Il rondone trascorre gran parte del tempo in aria dove si alimenta, accoppia e, addirittura, dorme. Batte velocemente le ali ed è abilissimo in picchiate, cabrate, virate. È estremamente veloce e può raggiungere in volo dai 160 ai 220 km/h, un vero record per uccelli della sua taglia; velocità analoghe sono raggiunte solo da uccelli di taglia notevolmente maggiore quali il rondone maggiore (Tachymarptis melba) e il falco pellegrino (Falco peregrinus).

### Alimentazione
Si nutre esclusivamente di aeroplancton, e cioè di insetti aerei e invertebrati non volatori dispersi dal vento a grandi altezze, diversi dei quali nocivi per l’agricoltura e l’uomo, come i nematoceri che comprendono, tra gli altri, la zanzara tigre.

### Riproduzione

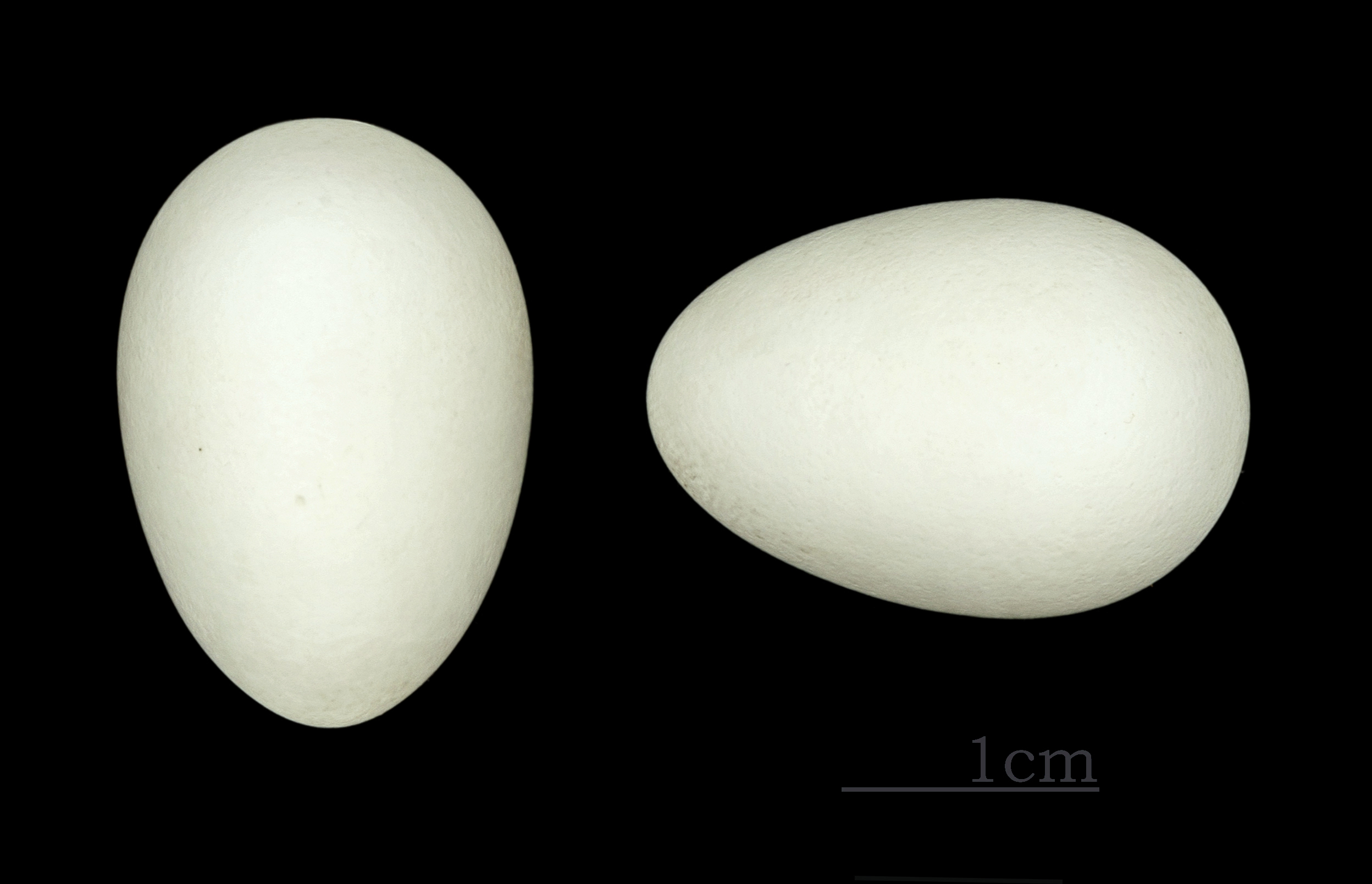
Uova di rondone

Il nido è costruito con materiale raccolto in aria all’interno di cavità artificiali su edifici e costruzioni dell’uomo (cornicioni, coppi, buche pontaie, cassettoni delle persiane), raramente su alberi e rupi. La femmina depone da 1 a 3 uova bianche, a volte 4, nella tarda primavera e le cova insieme al compagno per 18-21 giorni. Poi i nidiacei vengono allevati per una quarantina di giorni da entrambi i genitori fino a quando sono capaci di volare e procurarsi il cibo da soli. Spesso formano coppie stabili nel tempo fino a quando uno dei due partner muore, ma il vero legame di fedeltà è quello con la cavità scelta per riprodursi, dove puntualmente i partner si ritrovano dopo aver migrato e svernato separatamente.

### Riposo
Il rondone comune ha la caratteristica di riuscire a dormire in volo. Tale capacità è stata confermata nel 2016 da uno studio condotto dai biologi dell’Università di Lund (Svezia) e pubblicato sulla rivista scientifica Current Biology, basato sull'uso di micro data logger per tracciare un gruppo di esemplari durante la migrazione per e dalle aree di svernamento nell’Africa subsahariana.
Grazie all’evoluzione della tecnologia è stato finalmente possibile confermare le osservazioni di Lazzaro Spallanzani nel 1797, Emil Weitnauer nel 1951 e, in epoca più recente, dell'ornitologo Luit Buurma, noto per l’uso dei radar per seguire l’attività notturna dei rondoni comuni e per gli studi sul fenomeno del bird strike (collisione tra aeromobili e volatili).
Ancora allo studio è invece il modo in cui avvenga lo stato di riposo nel rondone comune mentre vola. Un’ipotesi riguarda il sonno uniemisferico con i due emisferi cerebrali che si alternano nello stato di veglia per controllare il volo, analogamente a molti cetacei e ad alcune altre specie di uccelli, sebbene di difficile dimostrazione proprio per l’esclusiva vita aerea di questo volatile. Una nuova strada è stata però aperta dalle ricerche sul comportamento dei nidiacei durante la fase di riposo, condotte da Ninon Ballerstädt, ricercatrice dell'Università Ludwig Maximilian di Monaco, presentate alla V Conferenza internazionale sui rondoni, tenutasi nel 2018 a Tel Aviv-Giaffa (Israele), dimostrando le due fasi alternate del sonno emisferico oltre una terza durante la quale i nidiacei dei rondoni comuni tengono entrambi gli occhi aperti a metà.

### Voce

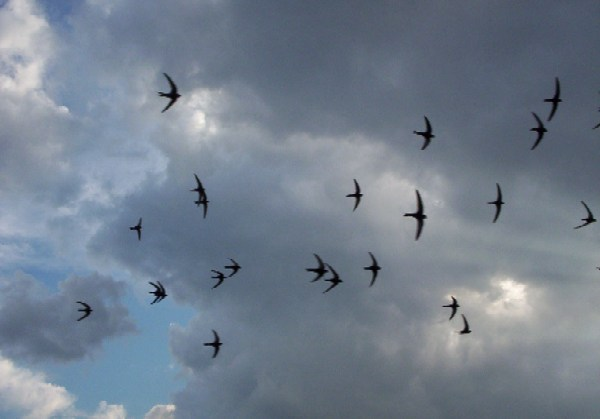
Gruppo di rondoni in volo

Il garrito del rondone comune è un suono stridente e prolungato di facile riconoscibilità, emesso in particolare durante i vivaci caroselli, detti anche screaming party (letteralmente “feste urlanti”). Durante questi voli acrobatici di gruppo, svolti soprattutto al mattino e al tramonto, i rondoni sfiorano abilmente le pareti di palazzi, torri, chiese e campanili, disegnando suggestive coreografie e connotando la primavera nelle città e nei centri storici.

## Distribuzione e habitat
Il rondone è un migratore a lungo raggio: nidifica in quasi tutta Europa, dalla penisola iberica alla Scandinavia, nei paesi del Mar Mediterraneo, dal Nordafrica al Medio Oriente, e in parte dell'Asia, sino alla Cina e alla Siberia; sverna in gran parte dell'Africa subsahariana. Vive in città e paesi soprattutto con centri storici ricchi di cavità, a volte anche su coste rocciose o altri dirupi naturali, mentre comunemente nella taiga e ormai solo localmente altrove nidifica nelle cavità scavate dai picchi negli alberi.

## Stato di conservazione
Se a livello globale lo stato di conservazione del rondone comune è classificato come rischio minimo (LC), con una popolazione globale stimata intorno al centinaio di milioni di individui; in Europa è stato considerato prossimo alla minaccia (NT) nel 2021. Le cause sono individuate nella perdita dei siti di nidificazione, costituiti perlopiù dalle costruzioni dell’uomo sia antiche che moderne, a seguito di ristrutturazione, rifacimento o demolizione di edifici. Il trend negativo si registra anche in Italia in alcuni ambiti locali come la Lombardia.

## Galleria d'immagini

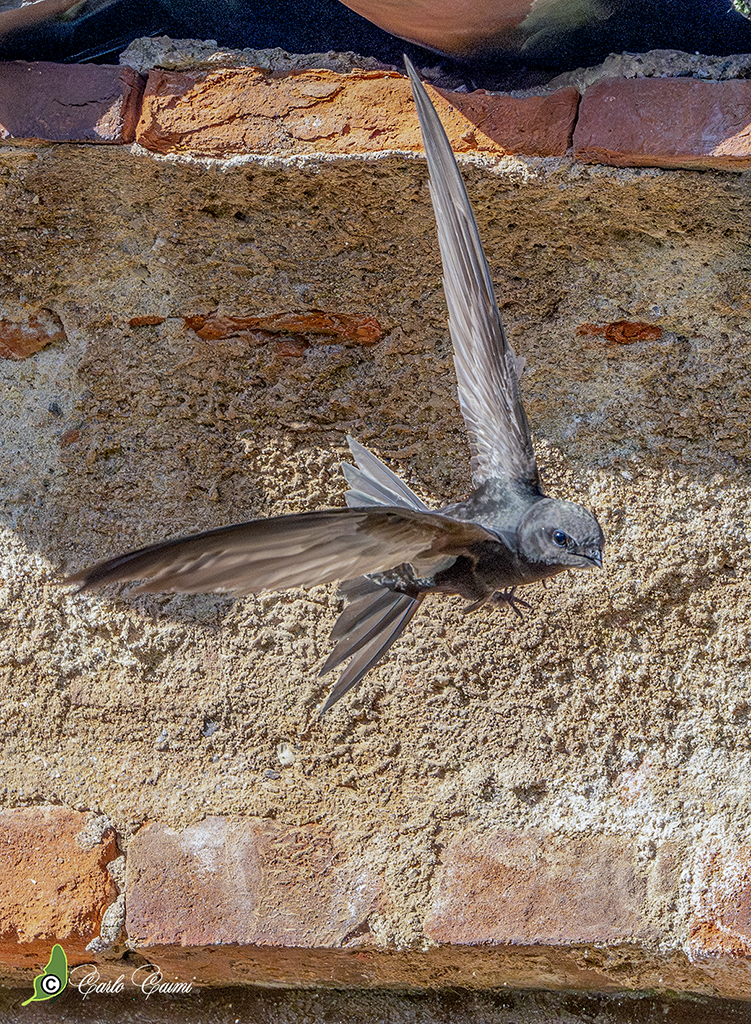
Rondone (Apus apus)
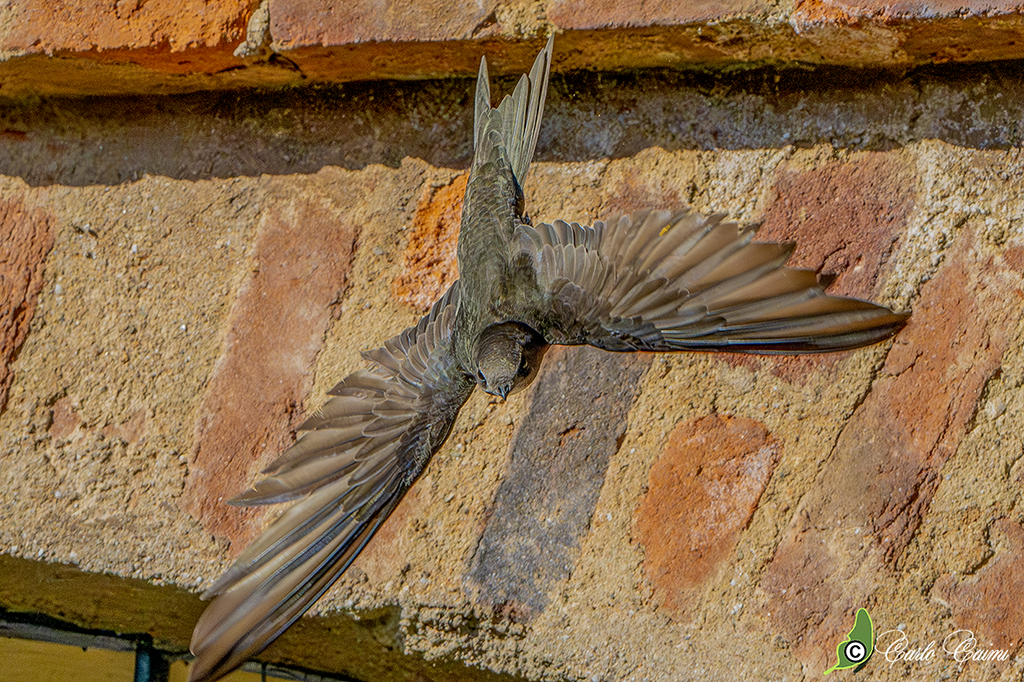
Rondone (Apus apus)